# ریتا دلی
ریتا دلی (انگلیسی: Rita Deli؛ زادهٔ ۲۱ اوت ۱۹۷۲) بازیکن هندبال اهل مجارستان است.